# Joana Resende
Joana Resende, född 23 februari 1991 i Portugal, är en volleybollspelare (libero). Hon spelar i Portugals landslag och deltog med dem i  EM 2019.
På klubbnivå har hon spelat för AJM/FC Porto (2019/20 - 2021/22), AVC Famalicão  (2018/19 - 2018/19), Porto Vólei (2014/15 - 2015/16, 2017/18 - 2017/18, Rosário Voleibol (2013/14 - 2013/14) och GDC Gueifães (2010/11 - 2012/13).